# Christophe Berra
Christophe Berra (født 31. januar 1985 i Edinburgh, Skotland) er en skotsk fodboldspiller, der spiller som midterforsvarer hos Hearts i hjemlandet. Han har også spillet i England hos Wolverhampton Wanderers og Ipswich.
Med Hearts vandt Berra i 2006 den skotske pokalturnering, FA Cuppen.

## Landshold
Berra står (pr. april 2018) noteret for 41 kampe og fire scoringer for Skotlands landshold, som han debuterede for 30. maj 2008 i en venskabskamp mod Tjekkiet.

## Titler
Skotsk FA Cup
- 2006 med Hearts